# لانتزادا
لانتزادا (به ایتالیایی: Lanzada) یک کومونه در ایتالیا است که در استان سوندریو واقع شده‌است.

## خصوصیات
لانتزادا ۱۱۶٫۱ کیلومترمربع مساحت و ۱٬۴۴۵ نفر جمعیت دارد و ۱٬۰۰۰ متر بالاتر از سطح دریا واقع شده‌است.